# Cryptoblabes
Cryptoblabes é um gênero de mariposa pertencente à família Crambidae.